# العلاقات الإكوادورية الناميبية
العلاقات الإكوادورية الناميبية هي العلاقات الثنائية التي تجمع بين الإكوادور وناميبيا.

## مقارنة بين البلدين
هذه مقارنة عامة ومرجعية للدولتين:
| وجه المقارنة                                              | الإكوادور                      | ناميبيا      |
| --------------------------------------------------------- | ------------------------------ | ------------ |
| المساحة (كم2)                                             | 283.56 ألف                     | 825.62 ألف   |
| عدد السكان (نسمة)                                         | 16.62 مليون                    | 2.53 مليون   |
| الكثافة السكانية (ن./كم²)                                 | 58.61                          | 3.06         |
| العاصمة                                                   | كيتو                           | ويندهوك      |
| اللغة الرسمية                                             | اللغة الإسبانية، كيشوا ‏، شوار ‏ | لغة إنجليزية |
| العملة                                                    | دولار أمريكي، سوكري إكوادوري   | دولار ناميبي |
| الناتج المحلي الإجمالي (بليون دولار)                      | 103.06 مليار                   | 13.24 مليار  |
| الناتج المحلي الإجمالي (تعادل القوة الشرائية) بليون دولار | 185.24 مليار                   | 25.60 مليار  |
| الناتج المحلي الإجمالي الاسمي للفرد دولار أمريكي          | 6.21 ألف                       | 4.67 ألف     |
| الناتج المحلي الإجمالي للفرد دولار أمريكي                 | 11.37 ألف                      | 9.96 ألف     |
| مؤشر التنمية البشرية                                      | 0.746                          | 0.628        |
| رمز المكالمات الدولي                                      | +593                           | +264         |
| رمز الإنترنت                                              | .ec                            | .na          |
| المنطقة الزمنية                                           | 00                             | ت ع م+02:00  |

## منظمات دولية مشتركة
يشترك البلدان في عضوية مجموعة من المنظمات الدولية، منها:
| علم المنظمة | اسم المنظمة                                                | تاريخ انضمام الإكوادور | تاريخ انضمام ناميبيا |
| ----------- | ---------------------------------------------------------- | ---------------------- | -------------------- |
|             | يونسكو                                                     | 22 يناير 1947          | 2 نوفمبر 1978        |
|             | وكالة ضمان الاستثمار متعدد الأطراف                         | 12 أبريل 1988          | 25 سبتمبر 1990       |
|             | الأمم المتحدة                                              | 21 ديسمبر 1945         | 23 أبريل 1990        |
|             | العملية المشتركة للاتحاد الأفريقي والأمم المتحدة في دارفور | ?                      | ?                    |
|             | الاتحاد البريدي العالمي                                    | ?                      | ?                    |
|             | البنك الدولي للإنشاء والتعمير                              | 28 ديسمبر 1945         | 25 سبتمبر 1990       |
|             | الاتحاد الدولي للاتصالات                                   | 17 أبريل 1920          | 25 يناير 1984        |
|             | منظمة حظر الأسلحة الكيميائية                               | ?                      | ?                    |
|             | مؤسسة التمويل الدولية                                      | 20 يوليو 1956          | 25 سبتمبر 1990       |
|             | منظمة التجارة العالمية                                     | ?                      | ?                    |
|             | منظمة الشرطة الجنائية الدولية                              | ?                      | ?                    |

## وصلات خارجية
- موقع وزارة الخارجية الإكوادورية